# Philip Jones (officier)
Pour les articles homonymes, voir Philip Jones et Jones.
Philip Andrew Jones, né le 14 février 1960 à Bebington, est un officier de la marine royale britannique. Il exerce la fonction de First Sea Lord, c’est-à-dire de chef d'État-major de la Marine, du 8 avril 2016 au 7 juin 2019.

## Jeunesse et éducation
Jones est née le 14 février 1960. Il est le fils d'Edgar Jones et de Lilian Jones (née Peters). Il a fait ses études à Birkenhead School (en), Mansfield College (Oxford) et au Britannia Royal Naval College.

## Carrière militaire

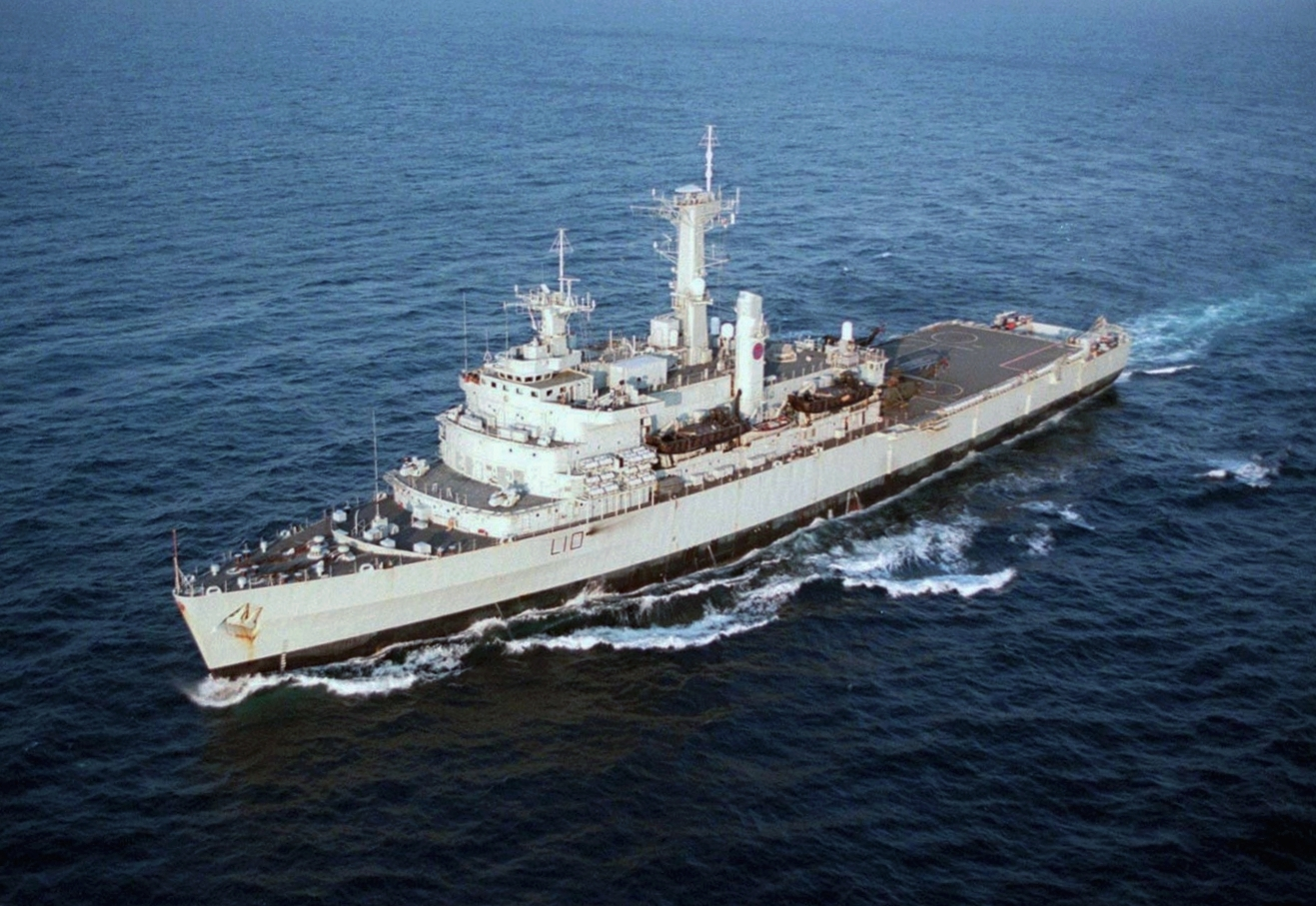
, sur lequel Jones a servi durant la Guerre des Malouines

Jones rejoint la Royal Navy en tant que Sous-Lieutenant le 1er mai 1980. Il sert dans l’Atlantique Sud au sein du navire d'assaut amphibie HMS Fearless en 1982 durant la Guerre des Malouines et est promu lieutenant le 1er septembre 1982. Il sert comme officier de quart et de navigation dans diverses frégates ainsi que  le Royal Yacht Britannia de 1983 à 1988, date à laquelle il est officier principal dans diverses frégates et au sein de l'État-Major des combats maritimes. Promu commandant le 1er février 1994, il est nommé commandant de la frégate HMS Beaver (F93) (en) en 1994 et membre de la direction des plans de la marine dans le Ministère de la Défense en 1997.

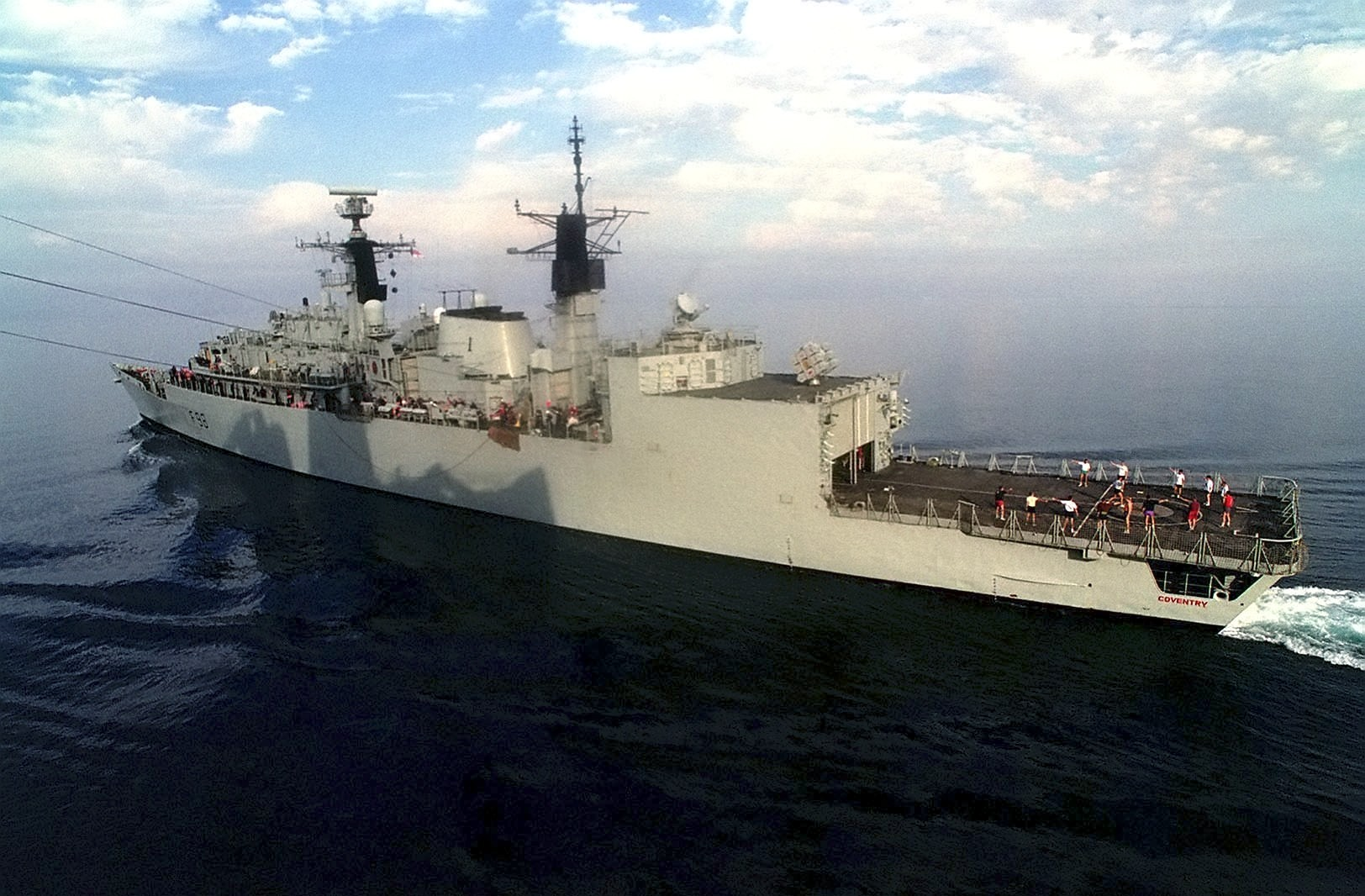
, que Jones a commandé

Promu au grade supérieur de capitaine le 31 décembre  1999, Jones devient commandant de la frégate HMS Coventry ainsi que le capitaine de la 1re escadre de frégates le même mois. Il est ensuite Assistant Militaire du Chief of Defence Logistics (en) en 2002, Directeur de l’État-major de la Formation Opérationnelle Maritime Conjointe en 2003 et Chef de cabinet Adjoint du Commander-in-Chief Fleet (en) en 2004. Promu au grade supérieur de Commandant le 13 décembre 2004, il devient Commander Amphibious Task Group (en) en août 2006. Nommé aide de camp de la Reine le 1er août 2006, il est promu au rang de contre-amiral le 14 février 2008 et fait Flag Officer Scotland and Northern Ireland (en) le même mois. À la suite de sa nomination en tant que Commander United Kingdom Maritime Forces (en) en septembre 2008, il reçoit le commandement de la première force opérationnelle navale de l’Union européenne chargée de protéger la navigation internationale dans les eaux du large de la Somalie en décembre 2008. Il est fait Assistant Chief of the Naval Staff (en) en juin 2009.

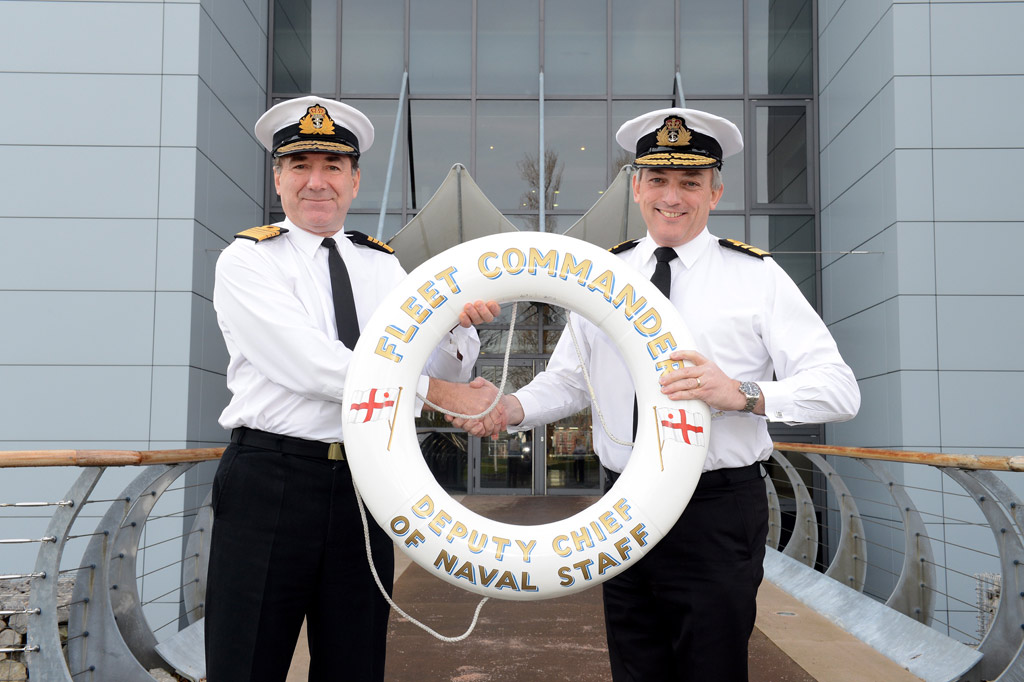
Jones nommé commandant de la flotte en 2012.

Jones est élevé au rang de Compagnon de l’Ordre du Bain lors  des New Year Honours en 2012,. Il est promu au grade de vice-amiral et nommé Commandant en Chef-Adjoint de la Flotte (Deputy Commander-in-Chief Fleet) de l’État-major du Commandement de la Marine (Staff Navy Command Headquarters) le 13 décembre 2011. Son poste est renommé Commandant Adjoint de la Flotte (Deputy Fleet Commander) en avril 2012 et il devient Fleet Commander (en) mais également Deputy Chief of the Naval Staff (en) le 30 novembre 2012. Le 29 janvier 2016, il est annoncé que Jones serait promu amiral et First Sea Lord en avril 2016,. Jones remet ses fonctions de Commandant de la Flotte au Vice-Amiral Ben Key (en) le 10 février 2016 et prend le poste de First Sea Lord le 8 avril 2016. Jones a renoncé à son poste le 7 juin 2019.
Jones Jones est élevé au rang de Chevalier Commandeur de l’Ordre du Bain lors des Birthday Honours de 2014. Il est nommé Lieutenant Adjoint (Deputy Lieutenant) du Hampshire en février 2019. En mai 2025, il est élevé au rang de Chevalier Grand Croix de l’Ordre du Bain.

## Famille et vie privée
En 1987, Jones épouse Elizabeth Collins; ils ont un fils et deux filles. Ses centres d’intérêts incluent le sport, la lecture et la randonnée en montagne.
Jones reçoit des doctorats honorifiques de l’Université Heriot-Watt en 1993 et de l’Université de Liverpool en 2017.